# 57ns Premis Tony
La 57a edició dels Premis Tony es va celebrar al Radio City Music Hall el 8 de juny de 2003 i es va emetre per la cadena de televisió CBS. L'acte va ser presentat per primera vegada per l'actor australià Hugh Jackman.

## La cerimònia
La cerimònia es va retransmetre a la televisió nacional en hora de màxima audiència a CBS durant tres hores, en lloc de dues hores a CBS i una hora a PBS, com s'havia fet durant uns quants anys abans. Els índexs de televisió van ser de 5,4, lleugerament inferior a l'emissió de 2002 de 5,9. Durant la cerimònia, al final del seu discurs d'acceptació de Hairspray, Marc Shaiman i Scott Wittman es van besar, convertint-los en el primer petó públic del mateix sexe en un programa de premis, abans de Britney Spears i Madonna als Premis MTV Video Music Awards.
Entre els presentadors incloïen: Benjamin Bratt, Toni Braxton, Matthew Broderick, Alan Cumming, Edie Falco, Joey Fatone, Laurence Fishburne, Sutton Foster, Danny Glover, Melanie Griffith, Frank Langella, John Leguizamo, John Lithgow, Julianna Margulies, Bebe Neuwirth, Sarah Jessica Parker, Rosie Perez, Lynn Redgrave, Vanessa Redgrave, Christopher Reeve, Ann Reinking, John Spencer, Marisa Tomei, Mike Wallace i Barbara Walters. A més, Jason Alexander i Martin Short, els protagonistes de la companyia nacional de The Producers, van lliurar un premi des de l'escenari del Pantages Theatre de Los Angeles.
Hi va haver homenatges commemoratius al dibuixant Al Hirschfeld, a l'escriptor Peter Stone i al lletrista Adolph Green.
Els espectacles que es van presentar van ser:
Nous musicals:
- Movin' Out - Billy Joel va començar interpretant "New York State of Mind" en directe des de Times Square, que va donar lloc a un popurrí de "River of Dreams", "Keeping the Faith" i "Only the Good Die Young" interpretat per la companyia de Movin' Out a l'escenari del Radio City Music Hall.
- Hairspray - Marissa Jaret Winokur, Matthew Morrison, Kerry Butler, Harvey Fierstein i Mary Bond Davis van dirigir la companyia amb "You Can't Stop the Beat"
- A Year with Frog and Toad - Mark Linn-Baker i Jay Goede van interpretar "Alone"

Revivals:
- Nine - Antonio Banderas va interpretar "Guido's Song" amb la companyia
- La bohème - La companyia (incloent els 10 membres del conjunt principal) va interpretar un medley de l'òpera
- Gypsy - Bernadette Peters va interpretar "Rose's Turn"
- Man of La Mancha - Brian Stokes Mitchell va interpretar "The Impossible Dream (The Quest)" amb Mary Elizabeth Mastrantonio

## Premis i nominats
Els guanyadors estan en negreta
Font:The New York Times
| Millor obra | Millor musical |
| --- | --- |
| - Take Me Out – Richard Greenberg - Enchanted April – Matthew Barber - Say Goodnight, Gracie – Rupert Holmes - Vincent in Brixton – Nicholas Wright | - Hairspray - Amour - A Year with Frog and Toad - Movin' Out |
| Millor revival d'obra | Millor revival de musical |
| - Long Day's Journey into Night - A Day in the Death of Joe Egg - Dinner at Eight - Frankie and Johnny in the Clair de Lune | - Nine - Gypsy - La bohème - Man of La Mancha |
| Millor actor protagonista en una obra | Millor actriu protagonista en una obra |
| - Brian Dennehy – Long Day's Journey into Night com James Tyrone, Sr. - Brian Bedford – Tartuffe com Orgon - Eddie Izzard – A Day in the Death of Joe Egg com Bri - Paul Newman – Our Town com Stage Manager - Stanley Tucci – Frankie and Johnny in the Clair de Lune com Johnny                 | - Vanessa Redgrave – Long Day's Journey into Night com Mary Tyrone - Jayne Atkinson – Enchanted April com Lotty Wilton - Victoria Hamilton – A Day in the Death of Joe Egg com Sheila - Clare Higgins – Vincent in Brixton com Ursula Loyler - Fiona Shaw – Medea com Medea            |
| Millor actor protagonista de musical | Millor actriu protagonista de musical |
| - Harvey Fierstein – Hairspray com Edna Turnblad - Antonio Banderas – Nine com Guido Contini - Malcolm Gets – Amour com Dusoleil - Brian Stokes Mitchell – Man of La Mancha com Don Quixote/Cervantes - John Selya – Movin' Out com Eddie                                                         | - Marissa Jaret Winokur – Hairspray com Tracy Turnblad - Melissa Errico – Amour com Isabella - Mary Elizabeth Mastrantonio – Man of La Mancha com Aldonza/Dulcinea - Elizabeth Parkinson – Movin' Out com Brenda - Bernadette Peters – Gypsy com Mama Rose                             |
| Millor actor de repartiment en una obra | Millor actriu de repartiment en una obra |
| - Denis O'Hare – Take Me Out com Mason Marzak - Thomas Jefferson Byrd – Ma Rainey's Black Bottom com Toledo - Philip Seymour Hoffman – Long Day's Journey into Night com Jamie - Robert Sean Leonard – Long Day's Journey into Night com Edmund - Daniel Sunjata – Take Me Out com Darren Lemming | - Michele Pawk – Hollywood Arms com Louise - Christine Ebersole – Dinner at Eight com Millicent Jordan - Linda Emond – Life x 3 com Inez - Kathryn Meisle – Tartuffe com Elmire - Marian Seldes – Dinner at Eight com Carlotta Vance                                                   |
| Millor actor de repartiment de musical | Millor actriu de repartiment de musical |
| - Dick Latessa – Hairspray com Wilbur Turnblad - Michael Cavanaugh – Movin' Out com Various Characters - John Dossett – Gypsy com Herbie - Corey Reynolds – Hairspray com Seaweed J. Stubbs - Keith Roberts – Movin' Out com Tony                                                                 | - Jane Krakowski – Nine com Carla Albanese - Tammy Blanchard – Gypsy com Louise - Mary Stuart Masterson – Nine com Luisa Contini - Chita Rivera – Nine com Liliane La Fleur - Ashley Tuttle – Movin' Out com Judy                                                                      |
| Millor llibret | Millor banda sonora (música i/o lletres) escrites pel teatre |
| - Mark O'Donnell i Thomas Meehan – Hairspray - Didier van Cauwelaert i Jeremy Sams – Amour - Willie Reale – A Year with Frog and Toad - David Henry Hwang – Flower Drum Song | - Hairspray – Marc Shaiman (música) and Scott Wittman and Shaiman (lletres) - A Year with Frog and Toad – Robert Reale (música) and Willie Reale (lletres) - Amour – Michel Legrand (música) i Didier van Cauwelaert i Jeremy Sams (lletres) - Urban Cowboy – diversos compositors [I] |
| Millor escenografia | Millor vestuari |
| - Catherine Martin – La bohème - John Lee Beatty – Dinner at Eight - Santo Loquasto – Long Day's Journey into Night - David Rockwell – Hairspray | - William Ivey Long – Hairspray - Gregg Barnes – Flower Drum Song - Catherine Martin i Angus Strathie – La bohème - Catherine Zuber – Dinner at Eight |
| Millor il·luminació | Millors orquestracions |
| - Nigel Levings – La bohème - Donald Holder – Movin' Out - Brian MacDevitt – Nine - Kenneth Posner – Hairspray | - Billy Joel and Stuart Malina – Movin' Out - Nicholas Kitsopoulos – La bohème - Jonathan Tunick – Nine - Harold Wheeler – Hairspray |
| Millor direcció d'obra | Millor direcció de musical |
| - Joe Mantello – Take Me Out - Laurence Boswell – A Day in the Death of Joe Egg - Robert Falls – Long Day's Journey into Night - Deborah Warner – Medea | - Jack O'Brien – Hairspray - David Leveaux – Nine - Baz Luhrmann – La bohème - Twyla Tharp – Movin' Out |
| Millor coreografia | |
| - Twyla Tharp – Movin' Out - Robert Longbottom – Flower Drum Song - Jerry Mitchell – Hairspray - Melinda Roy – Urban Cowboy | |

## Premis especials
Honorífic per l'excel·lència al teatre
- El conjunt principal de La bohème, incloent Mimis Lisa Hopkins, Ekaterina Solovyeva i Wei Huang; Rodolfos David Miller, Jesús Garcia i Alfie Boe; Musettas Jessica Comeau i Chlöe Wright; i Marcellos Eugene Brancoveanu i Ben Davis
- Paul Huntley
- Johnson-Liff Casting Associates
- The Acting Company

Premi Especial
- Cy Feuer

Event teatral especial
- Russell Simmons' Def Poetry Jam on Broadway

Al teatre regional
- Children's Theatre Company (Minneapolis, MN)

## Multiples nominacions i guardons
Aquestes produccions van tenir diverses nominacions
- 13 nominacions: Hairspray
- 10 nominacions: Movin' Out
- 8 nominacions: Nine
- 7 nominacions: La bohème and Long Day's Journey into Night
- 5 nominacions: Amour i Dinner at Eight
- 4 nominacions: A Day in the Death of Joe Egg, Gypsy i Take Me Out
- 3 nominacions: Flower Drum Song, Man of La Mancha i A Year with Frog and Toad
- 2 nominacions: Enchanted April, Frankie and Johnny in the Clair de Lune, Medea, Tartuffe, Urban Cowboy i Vincent in Brixton

Aquestes produccions van rebre diversos guardons.
- 8 guardons: Hairspray
- 3 guardons: La bohème, Long Day's Journey into Night i Take Me Out
- 2 guardons: Movin' Out i Nine